# Montée des Accoules
Pour les articles homonymes, voir Accoules (homonymie).
La montée des Accoules est une voie située dans le 2e arrondissement de la ville de Marseille. 

## Situation et accès
Elle va de la place de Lenche à la rue Caisserie. Cette rue très pittoresque avec ses escaliers au niveau de la place Daviel offre une belle perspective sur le clocher de l’église des Accoules. 

## Origine du nom
Elle porte le nom du quartier des Accoules auquel elle mène.

## Historique
Cette rue s'appelait autrefois « montée de l'observatoire ». En effet au sommet de cette rue les jésuites possédaient un bâtiment appelé « maison de Sainte-Croix » dans lequel ils installèrent en 1702, grâce à l'appui de Pierre Gassendi, un observatoire qui est dirigé par le père Laval puis, à partir de 1729, par le père Esprit Pezenas. Dans cette « maison de Sainte Croix » étaient aussi enseignées les langues orientales, d'où son nom de « collège des quatre langues ». Après l'expulsion des jésuites, cet observatoire devient l'observatoire royal de la marine et Guillaume de Saint-Jacques de Silvabelle remplace le père Pezenas.
L'immeuble situé au numéro 28 est acheté par expropriation en 2019 par la Ville de Marseille, abandonné en l'état, puis cédé à l'état de ruine en 2019 à 13 Habitat, le bailleur social du Conseil départemental.

## Bâtiments remarquables et lieux de mémoire
Elle a fait l’objet de nombreuses représentations par des artistes peintres.